# Stop and Stare
Singles de OneRepublic
"Apologize"
(2006) "Say (All I Need)"
(2008)
Stop and Stare est le deuxième single du groupe de rock et de pop américain OneRepublic issu de leur premier album Dreaming Out Loud.

## Clip
Le clip officiel de Stop and Stare a été présenté pour la première fois sur le programme d’MTV TRL le 28 janvier 2008. La vidéo a été réalisée par Anthony Mandler.
Le clip a été filmé en octobre 2007. dans le désert de Palmdale, en Californie dans une vieille station-service/motel. Dans toute la vidéo, nous voyons des flashs des scènes avec tous les membres de groupe : Ryan Tedder, Zach Filkins, Eddie Fisher, Brent Kutzle et Drew Brown y apparaissent. Pendant que la vidéo commence, nous voyons Ryan marcher à travers le désert vers une tombe où un pasteur debout fournissant une Eulogie. Ryan est divisé en deux l’un reste dans la tombe semblant prier, alors que le deuxième Ryan marche en arrière vers le motel. Pendant qu'il marche, nous voyons des flashes des scènes avec Ryan complètement submergé dans une baignoire tandis qu’il est entièrement vêtu, dans la chambre de motel #7 regardant fixement une TV montrant un Bruit Blanc, sonnant la cloche de service au bureau de motel, et se reposant et attendant dans l'entrée de motel. Plus Rayans et d’autres gens sont montrés errant autour du motel, et encore dans la chambre de motel #7 Ryan se penchant contre le mur écoutant, alors qu'encore un autre Ryan est vu conduire frénétique une voiture avec une femme enceinte dans la banquette arrière qui va donner naissance à un enfant. À un point, nous voyons le groupe dans la chambre de motel #13 interprétant la chanson et Ryan entre dans la salle et les joint. En dehors du motel toutes personnes de toutes les conditions sociales étaient assemblées. Parmi eux il y a Ryan, Zach, Eddie, Brent et Drew… Ils sont tous juste debout en dehors de motel regardant fixement. Plusieurs de ces scènes répètent et continuent à clignoter dans les deux sens, aboutissant à une scène où Ryan conduisant la voiture heurte presque un autre Ryan traversant la route. Les personnes rassemblées le regardant fixement sans bouger. La télévision explose et il sort des flammes, Ryan dans la baignoire sort de l'eau, le pasteur est seul à la tombe et la vidéo se termine.

## Pistes
Royaume-uni
- Stop and Stare - 3:44
- Hearing Voices - 3:55

Australie
- Stop and Stare - 3:43
- Something's Not Right Here - 3:02

EP du Stop and Stare sur iTunes
- Stop and Stare - 3:44
- Last Goodbye (Stripped Live Mix) - 4:31
- Too Easy - 3:15

## Positions dans le chart
Stop and Stare est devenu le deuxième Top vingt de groupe aux États-Unis atteignant le numéro douze sur Hot 100 et numéro neuf sur Pop 100, mais s'élever aussi haut jusque le numéro deux sur le chart des radios américain. La vidéo de la chanson a également atteint le numéro un sur Top 20 Video Countdown du VH1. La chanson a atteint le Top vingt en Australie et en Nouvelle-Zélande, atteignant le numéro onze dans les deux pays sur le chart des singles, et atteignant le numéro un sur le chart des radios. Elle a atteint le Top vingt en Autriche, Canada, Singapour, Suède, et la Suisse. En Pologne la chanson a atteint le numéro un. Au Royaume-Uni, la chanson a commencé au numéro onze sur le chart des singles et la semaine suivante, elle a atteint le numéro neuf sur UK Singles Chart toujours pour les téléchargements seuls. Après sa sortie, Stop and Stare a atteint le numéro quatre sur K Singles Chart, devenu pour OneRepublic leur deuxième succès Top cinq là. En Irlande la chanson a commencé au numéro huit dû aux téléchargements élevés et a atteint le numéro deux sur le chart des radios. En Allemagne, la chanson a été numéro 7 durant sa première semaine, atteignant le numéro six. La chanson est restée au numéro quatre sur European Hot 100.
| Charts                                 | position |
| -------------------------------------- | -------- |
| UK Singles Chart                       | 4        |
| U.S. Billboard Hot 100                 | 12       |
| U.S. Billboard Hot Adult Top 40 Tracks | 2        |
| U.S. Billboard Pop 100                 | 9        |
| Chart Australien des singles           | 11       |
| Hot 100 Canadien                       | 16       |
| Chart néerlandais des singles          | 46       |
| Chart suisse des singles               | 19       |
| Chart allemand des singles             | 6        |
| Chart irlandais des singles            | 5        |
| Chart israélien des singles            | 6        |
| Chart italien des singles              | 13       |
| Chart néo-zélandais des singles        | 11       |
| Top 20 Turquie                         | 11       |
| Chart des radios britannique           | 1        |

## Utilisation dans d’autres médias
- La chanson est utilisée dans plusieurs séries télévisées :
  - En 2008, en live, dans la série de science-fiction Smallville, S07-E13 "Hero" -  "Volte-face"
  - En 2009, dans la série policière Castle, S01-E01 "Flowers For Your Grave" - "Des fleurs pour ta tombe"
  - En 2016, dans la série de science-fiction Frequency, S01-E04 "Bleed Over" - "Enlèvement" et S01-E05 "Seven Three" - "Liaison Rompue"
- On peut l'entendre également dans l'émission de téléréalité The Hills S03-E19 diffusé sur MTV en 2008

## Sources
- (en) Cet article est partiellement ou en totalité issu de l’article de Wikipédia en anglais intitulé « Stop and Stare » (voir la liste des auteurs).